# Litouwen op de Olympische Zomerspelen 2016
Litouwen nam deel aan de Olympische Zomerspelen 2016 in Rio de Janeiro, Brazilië. De selectie bestond uit 67 atleten, actief in vijftien verschillende sporten. Na de Olympische Zomerspelen 2008 was het de grootste olympische ploeg van Litouwen in haar olympische geschiedenis. Het land maakte haar debuut in het tennis en het judo bij de vrouwen. Wederom was basketbal de enige teamsport waar Litouwen zich voor wist te kwalificeren.
Zeilster Gintarė Scheidt droeg de Litouwse vlag tijdens de openingsceremonie. Edvinas Ramanauskas, winnaar van het brons in de K-2 200 meter, droeg de nationale vlag bij de sluitingsceremonie.

## Medailleoverzicht
| Sport         | Olympiër                              | Onderdeel                | Medaille |
| ------------- | ------------------------------------- | ------------------------ | -------- |
| Roeien        | Mindaugas Griškonis Saulius Ritter    | dubbel-twee (m)          | Zilver   |
| Gewichtheffen | Aurimas Didžbalis                     | middenzwaar (–94 kg) (m) | Brons    |
| Kanovaren     | Aurimas Lankas Edvinas Ramanauskas VS | K-2 200 m (m)            | Brons    |
| Roeien        | Milda Valčiukaitė Donata Vištartaitė  | dubbel-twee (v)          | Brons    |

## Deelnemers en resultaten
(m) = mannen, (v) = vrouwen, (g) = gemengd

### Atletiek
| Olympiër                   | Discipline            | Resultaat | Prestatie                                                    |
| -------------------------- | --------------------- | --------- | ------------------------------------------------------------ |
| Valdas Dopolskas           | marathon (m)          | 111e      | 2:28.21                                                      |
| Remigijus Kančys           | marathon (m)          | 75e       | 2:21.10                                                      |
| Marius Šavelskis           | 20km snelwandelen (m) | 59e       | 1:29.26                                                      |
| Marius Žiūkas              | 20km snelwandelen (m) | 26e       | 1:22.27                                                      |
| Arturas Mastianica         | 50km snelwandelen (m) | DNF       | DNF                                                          |
| Tadas Šuškevičius          | 50km snelwandelen (m) | 33e       | 4:04.10 (33e)                                                |
| Andrius Gudžius            | discuswerpen (m)      | 12e       | kwalificatie groep A: 3de met 65,18m finale: 12de met 60,66m |
|                            |                       |           |                                                              |
| Eglė Balčiūnaitė           | 800m (v)              | 48e       | serie 7: 6de in 2.02,98                                      |
| Rasa Drazdauskaitė         | marathon (v)          | 37e       | 2:35.50                                                      |
| Diana Lobačevskė           | marathon (v)          | 17e       | 2:30.48                                                      |
| Vaida Žūsinaitė            | marathon (v)          | 38e       | 2:35.53                                                      |
| Neringa Aidietytė          | 20km snelwandelen (v) | DNF       | DNF                                                          |
| Živilė Vaiciukevičiūtė     | 20km snelwandelen (v) | 56e       | 1:41.28                                                      |
| Brigita Virbalytė-Dimšienė | 20km snelwandelen (v) | 29e       | 1:35.11                                                      |
| Airinė Palšytė             | hoogspringen (v)      | 13e       | kwalificatie groep B: 8ste met 1,94m finale: 13de met 1,88m  |
| Zinaida Sendriūtė          | discuswerpen (v)      | 10e       | kwalificatie groep A: 6de met 60,79m finale: 10de met 61,89m |

### Basketbal
| Olympiër | Onderdeel | Resultaat | Prestatie |
| --- | --------- | --------- | --- |
| Mantas Kalnietis Adas Juškevičius Jonas Mačiulis Renaldas Seibutis Domantas Sabonis Antanas Kavaliauskas Paulius Jankūnas Robertas Javtokas A Jonas Valančiūnas Mindaugas Kuzminskas Marius Grigonis Vaidas Kariniauskas | mannen    | 5e        | groep B: 3de W van Brazilië: 82-76 W van Nigeria: 89-80 W van Argentinië: 81-73 V van Spanje: 59-109 V van Kroatië: 81-90 kwartfinale: V van Australië: 64-90 |

| Groep B |            |             |             |             |            |            |            |        |
| №       | Land       | Wedstrijden | Wedstrijden | Wedstrijden | Doelpunten | Doelpunten | Doelpunten | Punten |
| №       | Land       | G           | W           | V           | V          | T          | Saldo      | Punten |
| 1       | Kroatië    | 5           | 3           | 2           | 400        | 407        | –7         | 8      |
| 2       | Spanje     | 5           | 3           | 2           | 432        | 337        | +75        | 8      |
| 3       | Litouwen   | 5           | 3           | 2           | 392        | 428        | –36        | 8      |
| 4       | Argentinië | 5           | 3           | 2           | 441        | 428        | +13        | 8      |
| 5       | Brazilië   | 5           | 2           | 3           | 411        | 407        | +4         | 7      |
| 6       | Nigeria    | 5           | 1           | 4           | 392        | 441        | –49        | 6      |

| Ronde       | Datum       | Lokale tijd | MEZT           | Plaats   | Land      | Score      | Land     |
| ----------- | ----------- | ----------- | -------------- | -------- | --------- | ---------- | -------- |
| Groepsfase  |             |             |                |          |           |            |          |
| 7 augustus  | 14:15       | 19:15       | Rio de Janeiro | Brazilië | 76–82     | Litouwen   |          |
| 9 augustus  | 19:00       | 00:00       | Rio de Janeiro | Litouwen | 89–80     | Nigeria    |          |
| 11 augustus | 22:30       | 03:30       | Rio de Janeiro | Litouwen | 81–73     | Argentinië |          |
| 13 augustus | 19:00       | 00:00       | Rio de Janeiro | Spanje   | 109–59    | Litouwen   |          |
| 15 augustus | 22:30       | 03:30       | Rio de Janeiro | Litouwen | 81–90     | Kroatië    |          |
| Kwartfinale | 17 augustus | 11:00       | Rio de Janeiro | 16:00    | Australië | 90–64      | Litouwen |

### Boksen
| Olympiër           | Discipline | Resultaat | Prestatie                                                        |
| ------------------ | ---------- | --------- | ---------------------------------------------------------------- |
| Evaldas Petrauskas | –64kg (m)  | 17e       | 1ste ronde: V van IND Kumar: 1–2                                 |
| Eimantas Stanionis | –69kg (m)  | 9e        | 1ste ronde: W van CHN Liu: 3–0 2de ronde: V van UZB Gijasov: 0–3 |

### Gewichtheffen
| Olympiër          | Discipline | Resultaat | Prestatie                                                  |
| ----------------- | ---------- | --------- | ---------------------------------------------------------- |
| Aurimas Didžbalis | –94kg (m)  | Brons     | trekken: 2de met 177kg stoten: 3de met 215kg totaal: 392kg |

### Gymnastiek
| Olympiër        | Discipline               | Resultaat | Prestatie |
| --------------- | ------------------------ | --------- | --- |
| Robert Tvorogal | meerkamp individueel (m) | 42e       | kwalificatie: 42ste vloer: 13,866 (51e) paard voltige: 13,366 (56e) ringen: 13,466 (61e) sprong: 14,133 (52e) brug: 13,500 (57e) rekstok: 14,166 (39e) totaal: 82,497 punten |

### Judo
| Olympiër       | Discipline | Resultaat | Prestatie                                           |
| -------------- | ---------- | --------- | --------------------------------------------------- |
| Santa Pakenytė | +78kg (v)  | 9e        | 1ste ronde: vrij 2de ronde: V van JPN Yamaba: ippon |

### Kanovaren
| Olympiër                           | Discipline    | Resultaat | Prestatie                                                                           |
| ---------------------------------- | ------------- | --------- | ----------------------------------------------------------------------------------- |
| Henrikas Žustautas                 | C-1 200m (m)  | 11e       | serie 4: 2de in 40,048 (2e) halve finale 1: 6de in 41,187 finale B: 3de 40,230 (3e) |
| Ignas Navakauskas                  | K-1 200m (m)  | 9e        | serie 3: 4de in 35,144 halve finale 1: 6de in 35,168 finale B: 1ste in 37,075       |
| Aurimas Lankas Edvinas Ramanauskas | K-2 200m (m)  | Brons     | serie 1 1ste in 31,755 finale: 3de in 32,382                                        |
| Ričardas Nekriošius Andrej Olijnik | K-2 1000m (m) | 5e        | serie 2: 3de in 3.24,246 halve finale 2: 2de in 3.18,526 finale: 5de in 3.14,748    |

### Moderne vijfkamp
| Olympiër           | Discipline | Resultaat | Prestatie |
| ------------------ | ---------- | --------- | --- |
| Justinas Kinderis  | mannen     | 34e       | 1144 punten 0320 met zwemmen (2.06,84; 30e) 0211 met schermen (18–17 +3; 18e) 00 met paardrijden (uitgeschakeld) 0613 met hardlopen/schieten (11.27,33; 15e)         |
|                    |            |           | |
| Laura Asadauskaitė | vrouwen    | 31e       | 1072 punten 0277 met zwemmen (2.21,01; 29e) 0216 met schermen (19–16; 11e) 00 met paardrijden (uitgeschakeld) 0579 met hardlopen/schieten (12.01,01; 1e, OR)         |
| Ieva Serapinaitė   | vrouwen    | 29e       | 1183 punten 0297 met zwemmen (2.14,43; 10e) 0190 met schermen (15–20 +0; 26e) 0265 met paardrijden (35 strafpunten; 26e) 0431 met hardlopen/schieten (14.29,68; 35e) |

### Roeien
| Olympiër                                                                       | Discipline      | Resultaat | Prestatie |
| ------------------------------------------------------------------------------ | --------------- | --------- | --- |
| Armandas Kelmelis                                                              | skiff (m)       | 19e       | serie 1: 5de in 7.34,59 herkansingen: 1ste in 7.13,36 kwartfinale 2: 5de in 7.04,67 halve finale C/D: 4de in 7.20,72 finale D: 1ste in 7.00,72 |
| Mindaugas Griškonis Saulius Ritter                                             | dubbel-twee (m) | Zilver    | serie 2: 1ste in 6.29,11 (1e) halve finale 2: 1ste in 6.14,61 finale: 2de in 6.51,39                                                           |
| Aurimas Adomavičius Martynas Džiaugys Dominykas Jančionis Dovydas Nemeravičius | dubbel-vier (m) | 9e        | serie 2: 5de in 5.58,70 herkansingen: 3de in 5.55,78 finale B: 3de in 6.15,16                                                                  |
|                                                                                |                 |           | |
| Lina Šaltytė                                                                   | skiff (v)       | 14e       | serie 2: 3de in 8.35,92 kwartfinale 4: 5de in 7.38,39 halve finale C/D: 1ste in 7.55,57 finale C: 2de in 7.30,38                               |
| Milda Valčiukaitė Donata Vištartaitė                                           | dubbel-twee (v) | Brons     | serie 1: 1ste in 7.04,82 halve finale 1: 2de in 6.52,46 finale: 3de in 7.43,76                                                                 |

### Schietsport
| Olympiër           | Discipline | Resultaat | Prestatie                                           |
| ------------------ | ---------- | --------- | --------------------------------------------------- |
| Ronaldas Račinskas | skeet (m)  | 30e       | kwalificatie: 30ste met 112 punten (23-20-21-24-24) |

### Tennis
| Olympiër          | Discipline    | Resultaat | Prestatie                               |
| ----------------- | ------------- | --------- | --------------------------------------- |
| Ričardas Berankis | enkelspel (m) | 33e       | 1ste ronde: V van AUS Millman: 0–6, 0–6 |

### Wielersport
| Olympiër             | Discipline       | Resultaat | Prestatie |
| Baan                 | Baan             | Baan      | Baan |
| -------------------- | ---------------- | --------- | --- |
| Simona Krupeckaitė   | sprint (v)       | 7e        | kwalificatie: 10de in 10,978 1ste ronde: W van AUS Meares: 11,308 2de ronde: V van NED Ligtlee herkansingen: 1ste in 11,614 kwartfinale: V van GBR Marchant: 2-0 5-8ste plek: 3de |
| Simona Krupeckaitė   | keirin (v)       | 12e       | 1ste ronde: 2de 2de ronde: 5de 7-12de plek: 6de |
| Weg                  |                  |           | |
| Ignatas Konovalovas  | weg (m)          | OTL       | 6:41.52 (OTL) |
| Ramūnas Navardauskas | weg (m)          | 35e       | 6:22.23 |
|                      |                  |           | |
| Daiva Tušlaitė       | wegwedstrijd (v) | 34e       | 3:58.34 |

### Worstelen
| Olympiër           | Discipline     | Resultaat      | Prestatie                                             |
| Grieks-Romeins     | Grieks-Romeins | Grieks-Romeins | Grieks-Romeins                                        |
| ------------------ | -------------- | -------------- | ----------------------------------------------------- |
| Edgaras Venckaitis | –66kg (m)      | 11e            | kwalificatie: vrij 1ste ronde: V van GER Stäbler: 2-3 |

### Zeilen
| Olympiër           | Discipline       | Resultaat | Prestatie                                        |
| ------------------ | ---------------- | --------- | ------------------------------------------------ |
| Juozas Bernotas    | RS:X (m)         | 26e       | 278 punten: (19-23-17-29-DNF-14-26-DNF-21-26-29) |
|                    |                  |           |                                                  |
| Gintarė Scheidt VO | Laser Radial (v) | 7e        | 90 punten: (UFD-1-8-8-12-5-12-21-4-11-8)         |

### Zwemmen
| Olympiër                                                         | Discipline             | Resultaat | Prestatie                                                                    |
| ---------------------------------------------------------------- | ---------------------- | --------- | ---------------------------------------------------------------------------- |
| Simonas Bilis                                                    | 50m vrije slag (m)     | 8e        | serie 11: 5de in 22,01 halve finale 2: 5de in 21,71 finale: 8ste in 22,08    |
| Simonas Bilis                                                    | 100m vrije slag (m)    | 30e       | serie 5: 4de in 49,16                                                        |
| Danas Rapšys                                                     | 100m rugslag (m)       | 24e       | serie 2: 4de in 54,40                                                        |
| Danas Rapšys                                                     | 200m rugslag (m)       | 21e       | serie 4: 8ste in 1.59,58                                                     |
| Andrius Šidlauskas                                               | 100m schoolslag (m)    | 23e       | serie 3: 2de in 1.00,59                                                      |
| Giedrius Titenis                                                 | 100m schoolslag (m)    | 10e       | serie 6: 5de in 59,90 halve finale 1: 5de in 59,80                           |
| Giedrius Titenis                                                 | 200m schoolslag (m)    | 22e       | serie 4: 7de in 2.12,13                                                      |
| Simonas Bilis Deividas Margevičius Danas Rapšys Giedrius Titenis | 4x100 m wisselslag (m) | 14e       | serie 1: 7de in 3.35,90                                                      |
|                                                                  |                        |           |                                                                              |
| Rūta Meilutytė                                                   | 100m schoolslag (v)    | 7e        | serie 6: 2de in 1.06,35 halve finale 1:2de in 1.06,44 finale: 7de in 1.07,32 |